# Junko Sawamatsu
Junko Sawamatsu (沢松順子?, Sawamatsu Junko; 10 aprile 1948) è un'ex tennista giapponese.
È sorella di Kazuko Sawamatsu e moglie di Tadayuki Sawamatsu, nonché madre di Naoko Sawamatsu.

## Carriera
Nei tornei del Grande Slam ha ottenuto il suo miglior risultato raggiungendo i quarti di finale di doppio a Wimbledon nel 1970, in coppia con sua sorella Kazuko.
In Fed Cup ha disputato un totale di 3 partite, collezionando una vittoria e 2 sconfitte.